# 伊藤麻衣 (声優)
伊藤 麻衣（いとう まい、6月21日 - ）は、日本の女性声優。Jac in production所属。

## 来歴
主に伊藤 硝子（いとう しょうこ）名義にてアダルトゲームの声優を務める。
実姉は同じく声優の真木碧（旧名：伊藤 麻喜）。
1999年に声優ユニット「KiraKira☆メロディ学園」1期生としてデビュー、同年脱退。
以前はアトリエピーチに、2009年3月までメディアフォースに所属していた。

## 出演
太字はメインキャラクター。

### テレビアニメ
- レ・ミゼラブル 少女コゼット（2007年、生徒B）
- ファイ・ブレイン 神のパズル（2011年、課長の部下）

### 劇場アニメ
- 鉄コン筋クリート（2006年、宝町の皆さん）
- ジーニアス・パーティ「ドアチャイム」（2007年）

### 一般向OVA
- 低俗霊DAYDREAM（2004年、子供時代の一瀬#4）

### アダルトアニメ
- 愛姉妹・蕾 …汚してください THE ANIMATION（2004年、宮辻 琴乃）
- 人妻陵辱参観日 お受験する人妻（佐伯 洋子）

### 一般向ゲーム
時期不明
- ケンチャコ大冒険〜かんがえる力〜（ハスキー・オシャマ）
- ケンチャコ大冒険 ハイブリッド版（ヒメミ・マロじい・ウパ・ズッコ・スッペル）
- WHITE CLARITY 〜And,The tears became you〜（2005年、リノ）

### アダルトゲーム
2001年
- 駅弁（S子）

2002年
- アルフレッド学園魔物大隊

2004年
- 愛姉妹・蕾 …汚してください（宮辻 琴乃）

2005年
- WHITE CLARITY（リノ）
- エンゲージ〜お姉様と私〜（シスター）
- Limit〜境界線〜（綾香）
- 凌辱アイドル牝奴隷〜被虐の特別レッスン〜（キャスター、女の子3）

2006年
- まじかるナイトメア（ピンク）
- あまからツインズ〜双姉といっしょ〜（ちあき）

2007年
- 嫁ぐるい〜義父との秘密の関係〜（留衣）

2009年
- 星空のメモリア -Wish upon a shooting star-（小河坂 歌澄）

2010年
- 星空のメモリア Eternal Heart（小河坂 歌澄）

2011年
- シキガミ（善童）

2014年
- アストラエアの白き永遠（ばあちゃん）

2015年
- ピュア×コネクト（宇佐見 香里奈）

### 吹き替え
- バレエ・カンパニー（セラピスト）
- 僕の妻はシャルロット・ゲンズブール（コレット）
- リベンジ

### ドラマCD
- ○学○年生 G-typeドラマCD（2001年、筒湖 祥子）
- 蒼い海のトリスティア ふたたび!（2003年、男の子、女性係員）
- ドラマCDぱにぽにセカンドシーズンVol.1
ぱにぽに ～ベッキー不在! 新聞部杯主役争奪大会!!～編（2004年、男子）
- やえかのカルテ（2004年）
- ○学○年生起立！ G-typeドラマCD（2004年、筒湖 祥子）
- シューピアリア（2007年）
- 殿といっしょ（2009年、濃姫）
  - 殿といっしょ2（2009年、仙桃院）

## ディスコグラフィ

### その他参加楽曲
| 発売日   | 商品名                                            | 歌                 | 楽曲                       | 備考                            |
| 2000年   | 2000年                                            | 2000年             | 2000年                     | 2000年                          |
| -------- | ------------------------------------------------- | ------------------ | -------------------------- | ------------------------------- |
| 11月18日 | Candy Vocal Collection! Vol.1 美少女遊戯歌謡集1号 | 伊藤瞳子、伊藤硝子 | 「Fu-kin Hi-kin Everyday」 | PCゲーム『V.G.Adventure』主題歌 |